# أرنولد أرميتاغ
أرنولد أرميتاغ (بالإنجليزية: Arnold Armitage)‏ هو فنان أمريكي، ولد في 1899، وتوفي في 1991.